# Площа Кірова (Маріуполь)
Площа Кірова — важливий транспортний вузол на північному кордоні Центрального район і перехід до Кальміуського району.

## Опис

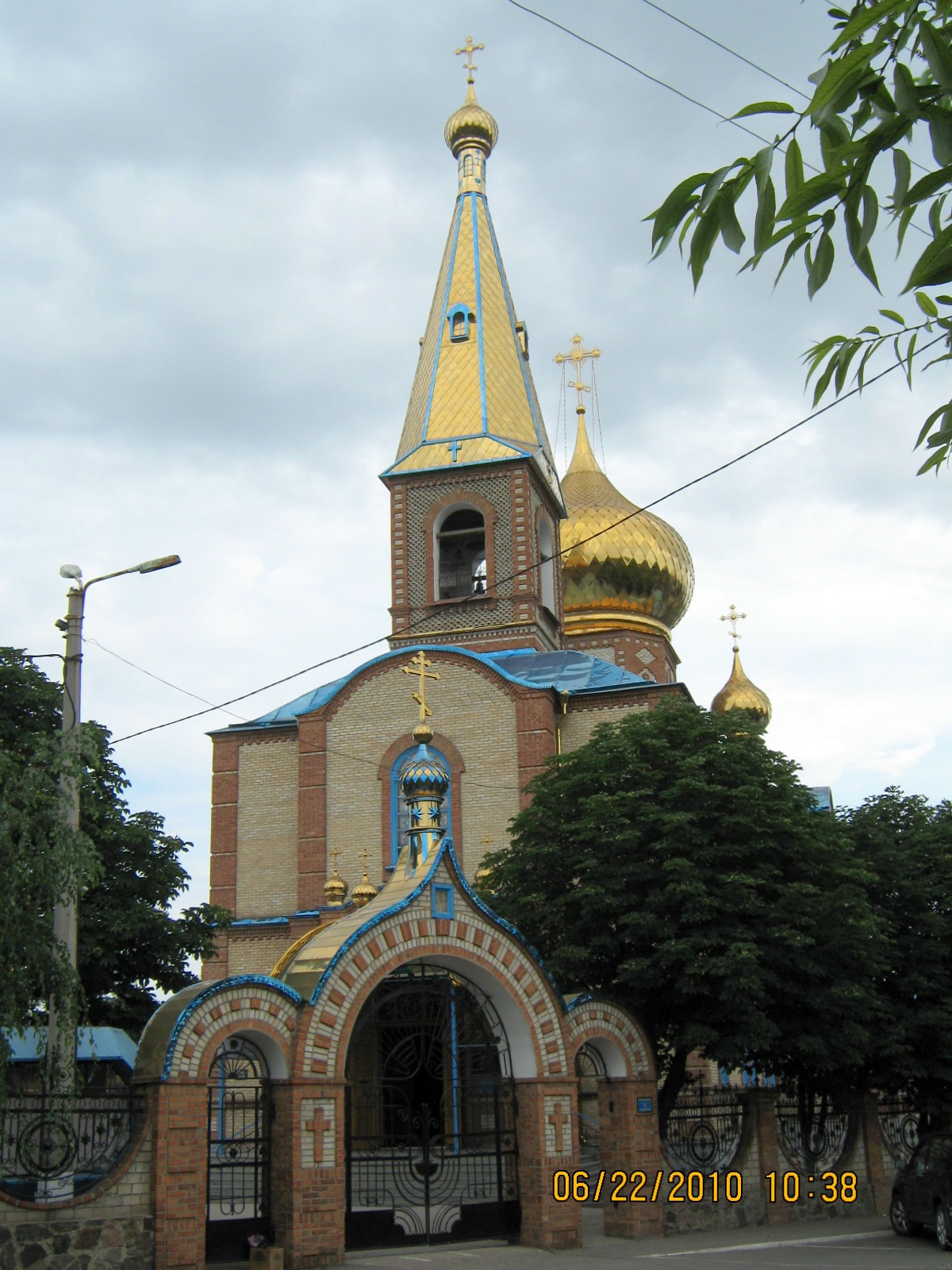
Свято-Микільський кафедральний собор

Розташована в низовині на кордоні декількох колишніх історичних поселень — Карасівки, Новосьолівки тощо. Нині — північний кордон Центрального району перед мостом через річку Кальчик.
Кінцева частина вулиці Карпінського, яка з'єднує місто Маріуполь з автошляхом Н20 на Волноваху і Донецьк.
Місце розташування ринку «Кіровський» та кафе «Гусі-Лебеді», супермаркету «Сільпо» (Амстора) тощо.
Перетин проспекту Металургів та бульвару Шевченка.
Транспортний вузол і перетин автівок, маршрутних таксі, трамваїв та тролейбусів.
На західному кордоні площі — шляхи до лікарні швидкої медичної допомоги та до Свято-Микільського катедрального собору.